# Crêtes du Mont Marcou et des Monts de Mare
Crêtes du Mont Marcou et des Monts de Mare este o arie protejată (sit de importanță comunitară — SCI) din Franța întinsă pe o suprafață de 1.481 ha, integral pe uscat.

## Localizare
Centrul sitului Crêtes du Mont Marcou et des Monts de Mare este situat la coordonatele 43°41′38″N 2°59′41″E / 43.69389°N 2.99472°E.

## Înființare
Situl Crêtes du Mont Marcou et des Monts de Mare a fost declarat arie specială de conservare în baza directivei 92/43 din 1992 referitoare la conservarea habitatelor naturale și a faunei și florei sălbatice pentru a proteja 8 specii de animale.

## Biodiversitate
Situată în ecoregiunile continentală și mediteraneană, aria protejată conține 13 habitate naturale: Pante stâncoase calcaroase cu vegetație casmofită, Peșteri inaccesibile publicului, Pajiști uscate seminaturale și facies de acoperire cu tufișuri pe substraturi calcaroase (Festuco-Brometalia) (* situri importante pentru orhidee), Pajiști uscate europene, Formațiuni stabile xerotermofile de Buxus sempervirens pe pante stâncoase (Berberidion p.p.), Pante stâncoase silicioase cu vegetație casmofită, Fânețe de joasă altitudine (Alopecurus pratensis, Sanguisorba officinalis), Formațiuni montane de Cytisus purgans, Roci stâncoase cu vegetație pionieră de Sedo-Scleranthion sau Sedo albi-Veronicion dillenii, Izvoare petrifiante cu formare de travertin (Cratoneurion), Păduri de fag din Europa Centrală dezvoltate pe sol calcaros cu Cephalanthero-Fagion, Păduri de Quercus ilex și Quercus rotundifolia, Grohotișuri silicioase medio-europene, la altitudine înaltă.
La baza desemnării sitului se află mai multe specii protejate de  mamifere (8): liliac cârn (Barbastella barbastellus), liliac cu aripi lungi (Miniopterus schreibersii), liliac cu urechi mari (Myotis bechsteinii), liliac cu urechi de șoarece (Myotis blythii), liliac cărămiziu (Myotis emarginatus), liliac comun (Myotis myotis), liliacul mare cu potcoavă (Rhinolophus ferrumequinum), liliacul mic cu potcoavă (Rhinolophus hipposideros).
Pe lângă speciile protejate, pe teritoriul sitului au mai fost identificate 14 specii de mamifere.